# Č
O Č (minúscula: č) é uma letra (C latino, adicionado do caron) utilizada em várias línguas, que exprime o fonema "tch". Ex: Tchau, Tcheco. Ou o "ch" espanhol. Ex: Chico, cheiro. Também conhecido como háček em tcheco , mäkčeň em eslovaco , kvačica em croata e strešica em esloveno.

## Origem
O símbolo tem origem no alfabeto tcheco do século 15, introduzido pelas reformas de Jan Hus. Em 1830, foi adotado no alfabeto latino de Gaj, que é usado em servo-croata. Também é usado nos alfabetos macedônio, eslovaco, esloveno, letão, lituano, pomak e berbere.

## Usos
Nos alfabetos berbere, esloveno, servo-croata, sorábio, Skolt Sami e Lakota, é a quarta letra do alfabeto. Em tcheco, alfabeto sami do norte, bielo-russo e nas línguas bálticas lituano e letão, a letra está em quinto lugar. Em eslovaco, é a sexta letra do alfabeto. Também é usado em pashto (equivalente a چ), romanização do siríaco e saanich.
É equivalente a Ч em cirílico e pode ser usado nas romanizações ucranianas, bielorrussas, russas e búlgaras. Aparece mais permanentemente nos alfabetos latinos ou transliterações do servo-croata e macedônio.
/ Č / também é usado na notação fonética americanista .

Č é semelhante ao sânscrito च (um som palatal, embora IAST use a letra c para denotá-lo.